# Lista över ryska slagskepp

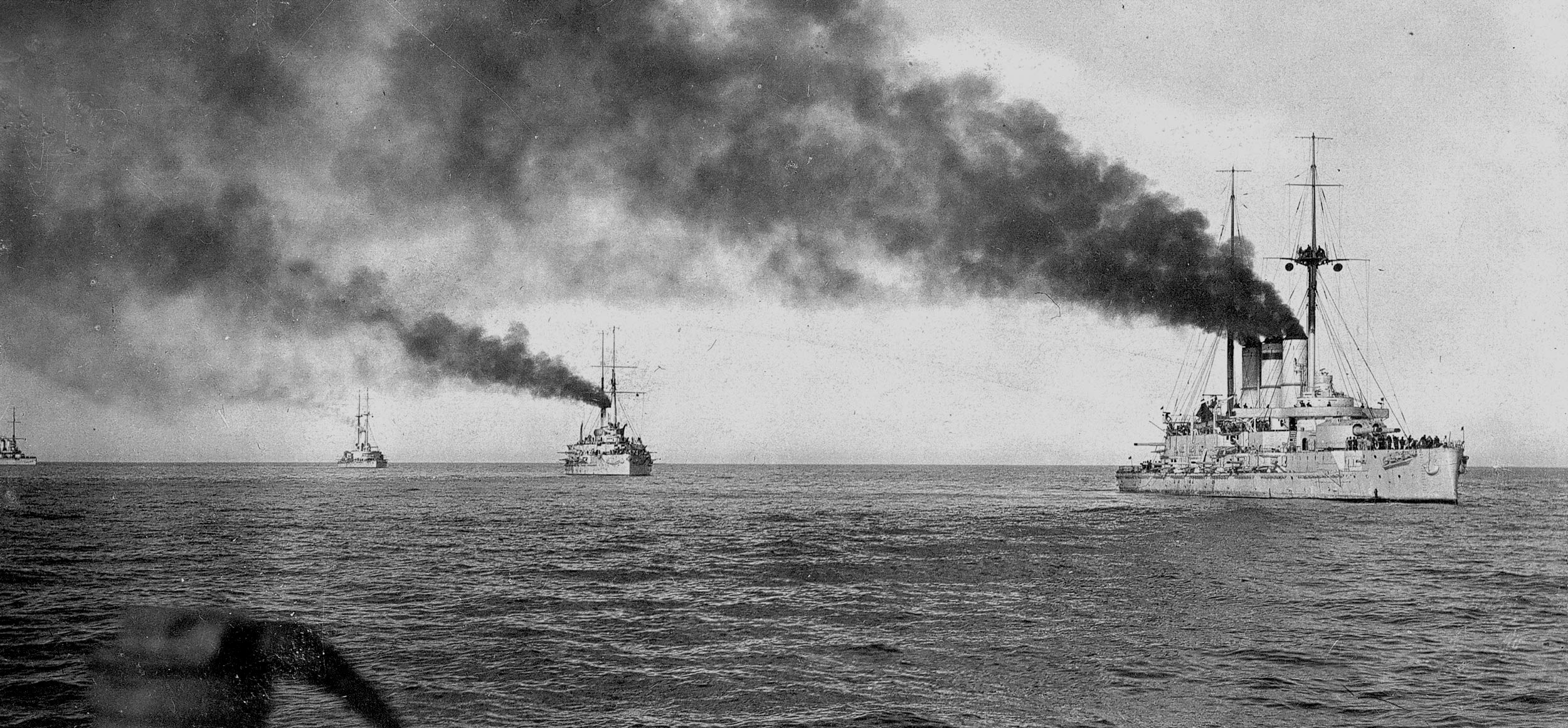
Slagskepp ur Svartahavsflottan 1916.

Denna lista över ryska slagskepp innehåller samtliga slagskepp byggda för kejserliga ryska flottan och sovjetiska röda flottan under perioden 1889-1939. 

## Kejserliga flottan (1721-1917)

### Pre-dreadnought-slagskepp

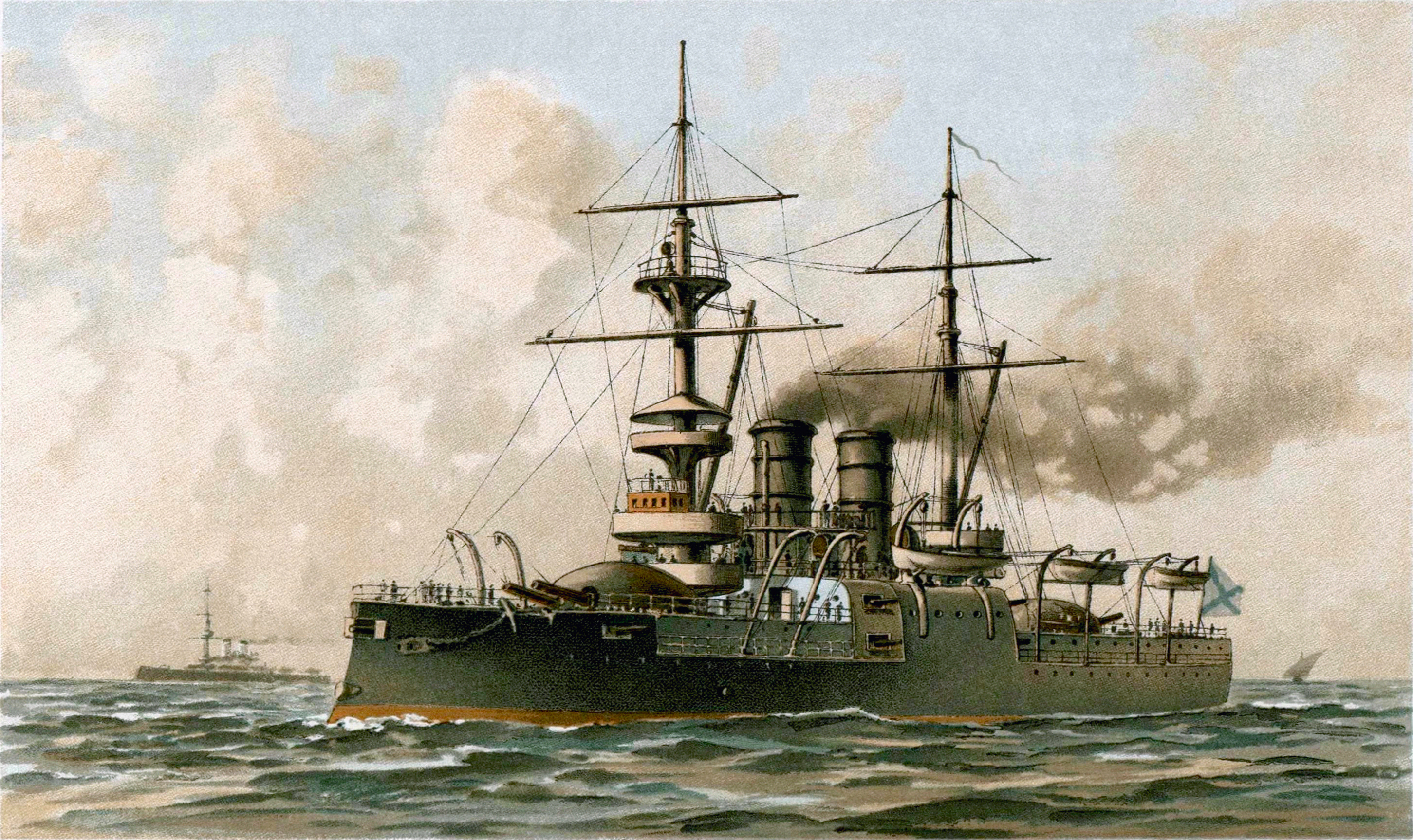
Dvenadsat Apostolov till havs.

#### Dvenadsat Apostolov-klass
- Dvenadsat Apostolov

#### Navarin-klass
- Navarin

#### Tri Svjatitelja-klass
- Tri Svjatitelja

#### Sisoj Velikij-klass

Petropavlovsk.

- Sisoj Velikij

#### Petropavlovsk-klass
- Poltava
- Petropavlovsk
- Sevastopol

#### Rotislav-klass
- Rotislav

#### Peresvet-klass
- Peresvet
- Osljabja
- Pobeda

#### Potemkin-klass
- Potemkin

#### Retvizan-klass
- Retvizan

#### Tsesarevitj-klass

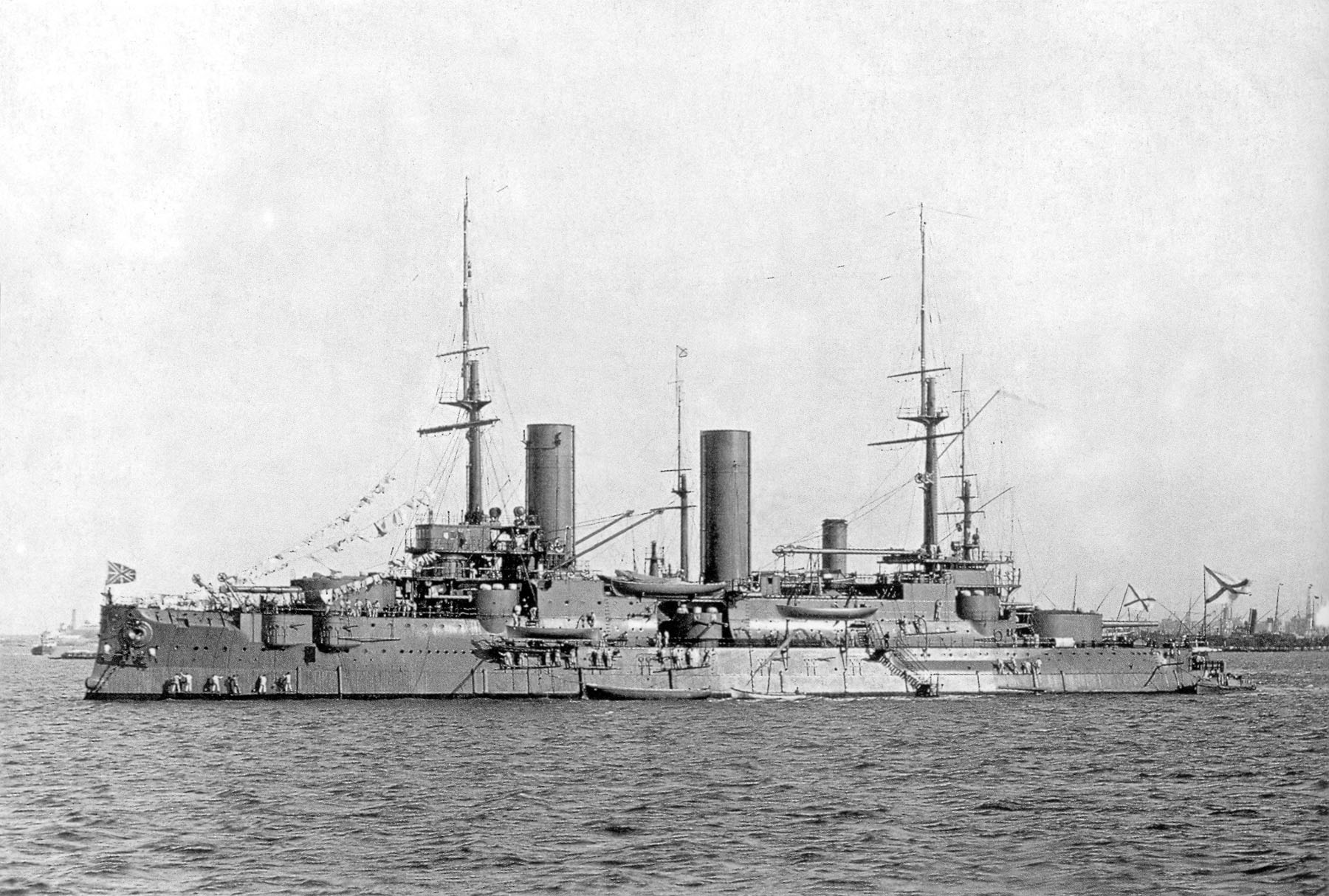
Slava utanför Kronstadt, 1910-tal.

- Tsesarevitj

#### Borodino-klass
- Borodino
- Imperator Alexandr III
- Knjaz Suvorov
- Orjol
- Slava

#### Jevistafij-klass
- Jevistafij
- Ioan Zlatoust

#### Andrej Pervozvannij-klass
- Andrej Pervosvannij
- Imperator Pavel I

### Dreadnought-slagskepp

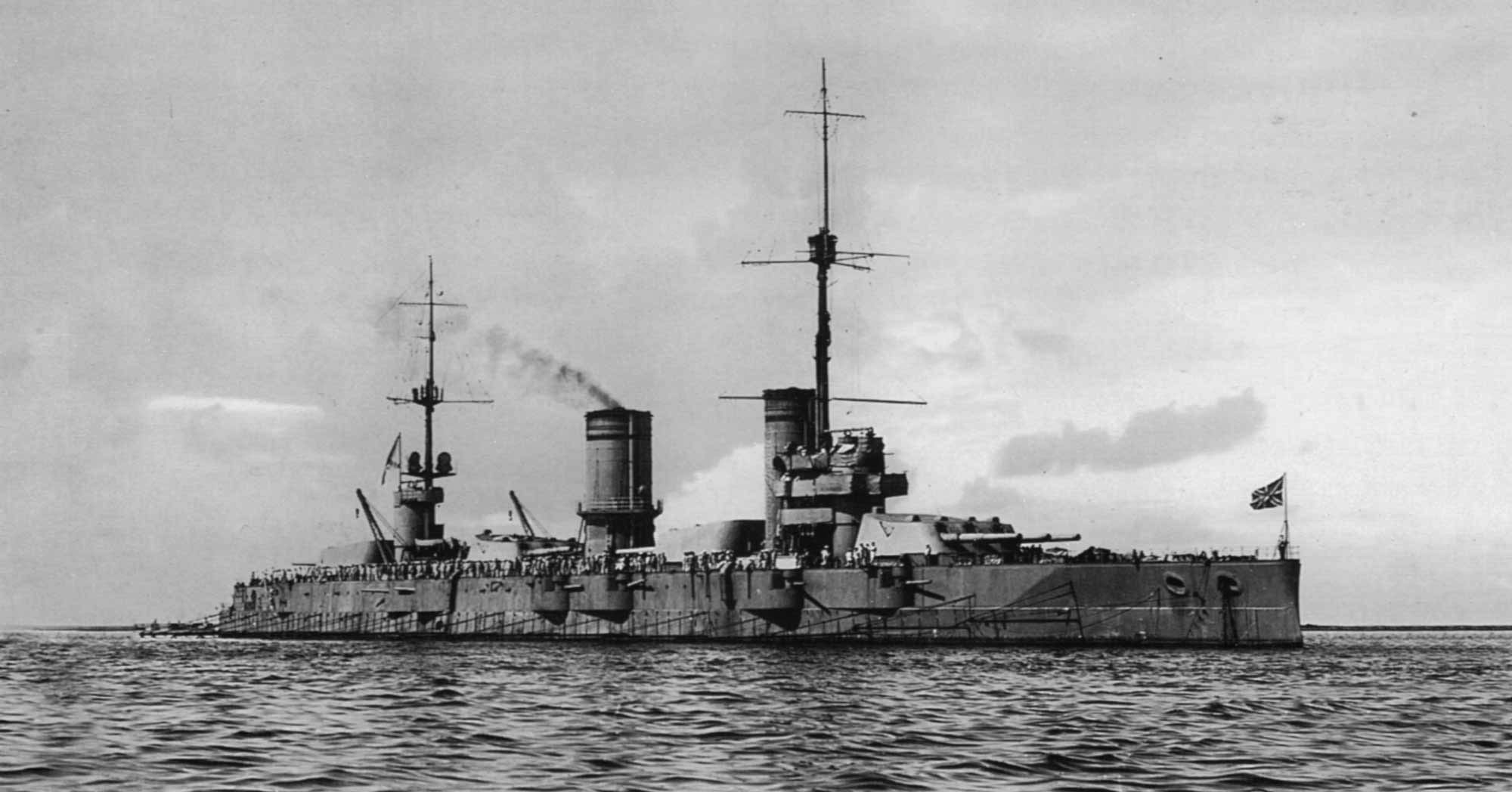
Gangut på redden till Helsingfors 1915.

#### Gangut-klass
- Gangut
- Petropavlovsk
- Sevastopol
- Poltava

#### Imperatritsa Marija-klass
- Imperatritsa Marija
- Imperatritsa Ekaterina Velikaja
- Imperator Aleksandr III

#### Imperator Nikolaj I-klass
- Imperator Nikolaj I

## Sovjetiska flottan (1917-1991)

### Sovjetskij Sojuz-klass
- Sovjetskij Sojuz
- Sovjetskaja Ukraina
- Sovjetskaja Rossija
- Sovjetskaja Belorussija